# Psychopharmacology
Psychopharmacology é uma revista científica internacional, revisada por pares, que cobre o campo da psicofarmacologia. É o jornal oficial da Sociedade Europeia de Farmacologia Comportamental e é publicado pela Springer Science+Business Media. 